# Велика Британія на літніх Олімпійських іграх 2004
Велика Британія на літніх Олімпійських іграх 2004 була представлена 264 спортсменами. У порівнянні з минулими іграми Велика Британія завоювала на 2 медалі менше. Головними героями ігор у складі збірної Великої Британії стали велосипедист Бредлі Віґґінз, який завоював 3 медалі різного ґатунку, а також легкоатлетка Келлі Голмс, яка виграла 2 золоті медалі на дистанціях 800 і 1500 метрів.

## Нагороди

### Золото
| Золото |                                                                    |                                                 |
| №      | Спортсмени                                                         | Вид спорту (дисципліна)                         |
| 1      | Джеймс Крекнелл Стів Вільямс Меттью Пінсент Ед Куд                 | Академічне веслування (четвірка без стерничого) |
| 2      | Кріс Гой                                                           | Велоспорт (гіт на 1 км)                         |
| 3      | Бредлі Віґґінз                                                     | Велоспорт (індивідуальна гонка переслідування)  |
| 4      | Леслі Лоу                                                          | Кінний спорт (триборстві)                       |
| 5      | Даррен Кемпбелл Марлон Девоніш Марк Льюїс-Френсіс Джейсон Гарденер | Легка атлетика (біг, естафета 4 × 100 м)        |
| 6      | Келлі Голмс                                                        | Легка атлетика (біг, 800 м)                     |
| 7      | Келлі Голмс                                                        | Легка атлетика (біг, 1500 м)                    |
| 8      | Бен Ейнслі                                                         | Вітрильний спорт (клас Фінн)                    |
| 9      | Ширлі Робертсон Сара Ейтон Сара Вебб                               | Вітрильний спорт (клас Інглінг)                 |

### Срібло
| Срібло |                                                                           |                                                |
| №      | Спортсмени                                                                | Вид спорту (дисципліна)                        |
| 1      | Кетрін Бішоп Кетрін Грейнджер                                             | Академічне веслування (двійка)                 |
| 2      | Деббі Флад Френсіс Готон Елісон Мобрей Ребекка Ромеро                     | Академічне веслування (четвірка парна)         |
| 3      | Натан Робертсон Ґейл Еммс                                                 | Бадмінтон (мікст)                              |
| 4      | Амір Хан                                                                  | Бокс (до 60 кг)                                |
| 5      | Стів Каммінгс Роб Гейлс Пол Маннінг Кріс Ньютон Браян Стіл Бредлі Віґґінз | Велоспорт (командна гонка переслідування)      |
| 6      | Кемпбелл Волш                                                             | Веслування на байдарках та каное (слалом, Б-1) |
| 7      | Леслі Лоу Піппа Фаннелл Вільям Фокс-Пітт Джанетт Брейквелл Мері Кінг      | Кінний спорт (триборстві)                      |
| 8      | Пітер Вотерфілд Леон Тейлор                                               | Стрибки у воду (синхронна вишка, 10 м)         |
| 9      | Нік Роджерс Джо Гланфілд                                                  | Вітрильний спорт (клас 470)                    |

### Бронза
| Бронза |                             |                                                |
| №      | Спортсмени                  | Вид спорту (дисципліна)                        |
| 1      | Сара Вінклесс Елайз Лаверік | Академічне веслування (двійка парна)           |
| 2      | Роб Гейлс Бредлі Віґґінз    | Велоспорт (медісон)                            |
| 3      | Іян Вінн                    | Веслування на байдарках та каное (Б-1, 500 м)  |
| 4      | Гелен Рівз                  | Веслування на байдарках та каное (слалом, Б-1) |
| 5      | Піппа Фаннелл               | Кінний спорт (триборство)                      |
| 6      | Келлі Сатертон              | Легка атлетика (семиборство)                   |
| 7      | Нік Демпсі                  | Вітрильний спорт (клас RS: X)                  |
| 8      | Кріс Дрейпер Саймон Гіскокс | Вітрильний спорт (клас 49er)                   |
| 9      | Девід Девіс                 | Плавання (вільний стиль, 1500 м)               |
| 10     | Стівен Перрі                | Плавання (батерфляй, 200 м)                    |
| 11     | Джорджина Гарланд           | Сучасне п'ятиборство (жінки)                   |
| 12     | Елісон Вільямсон            | Стрільба з лука (індивідуальні)                |

## Склад олімпійської збірної Великої Британії

### Плавання
Спортсменів — 9
У такий раунд на кожній дистанції проходили найкращі спортсмени за часом, незалежно від місця зайнятого в своєму запливі.
Чоловіки
| Спортсмен     | Змагання            | Попередні запливи | Попередні запливи | Півфінали | Півфінали | Фінал      | Фінал      |
| Спортсмен     | Змагання            | Результат         | Місце             | Результат | Місце     | Результат  | Місце      |
| ------------- | ------------------- | ----------------- | ----------------- | --------- | --------- | ---------- | ---------- |
| Адам Фолкнер  | 400 м вільний стиль | 3:51,97           | 17                |           |           | Не пройшов | Не пройшов |
| Грем Сміт     | 400 м вільний стиль | 3:52,41           | 20                |           |           | Не пройшов | Не пройшов |
| Робін Френсіс | 400 м комплекс      | 4:18,34           | 12                |           |           | Не пройшов | Не пройшов |
| Адріан Тернер | 400 м комплекс      | 4:23,53           | 23                |           |           | Не пройшов | Не пройшов |

Жінки
| Спортсменка                                                            | Змагання               | Попередні запливи | Попередні запливи | Півфінали | Півфінали | Фінал     | Фінал |
| Спортсменка                                                            | Змагання               | Результат         | Місце             | Результат | Місце     | Результат | Місце |
| ---------------------------------------------------------------------- | ---------------------- | ----------------- | ----------------- | --------- | --------- | --------- | ----- |
| Ліза Чапман Катрін Еванс Карен Пікерінг Мелані Маршалл Елісон Шеппард* | 4× 100 м вільний стиль | 3:41,96           | 6                 |           |           | 3:40,82   | 6     |

* — брали участь лише в попередньому запливі

### Тхеквондо
Спортсменів — 1
Жінки
| Змагання    | Спортсмени     | 1/8 фіналу                     | Чвертьфінал        | Півфінал           | Фінал              | Місце |
| Змагання    | Спортсмени     | Суперник Результат             | Суперник Результат | Суперник Результат | Суперник Результат | Місце |
| ----------- | -------------- | ------------------------------ | ------------------ | ------------------ | ------------------ | ----- |
| понад 67 кг | Сара Стівенсон | Адріана Кармона (VEN) пор.8:8+ | Завершила виступ   | Завершила виступ   | Завершила виступ   | 11    |